# Marienkapelle (Ostbevern)
Die Marienkapelle war eine  neogotische Backsteinkapelle in der Dorfbauerschaft Ostbeverns und diente als Segensstation bei der örtlichen Hagelprozession. Sie bestand von 1910 bis 1994.

## Beschreibung
Die Kapelle war etwa drei Meter hoch und bestand aus dunkelrotem Backstein. Die Grundfläche (ca. vier Quadratmeter) dürfte annähernd quadratisch gewesen sein. Der zur Straße hingewendete Eingang zeigte einen bis in den Giebel reichenden Spitzbogen. Beim Zutritt musste ein Eisentor passiert werden, abgesperrt wurde in der Regel nicht. Flankiert wurde die Kapelle von zwei Eschen. An den Seitenwänden konnte das Licht durch zwei Fenster mit Rundbögen einfallen. Das Gebäude hatte ein schlichtes Satteldach, der First war mit einer geschmiedeten Kreuzblume verziert, der Fußboden mit dunkelroten Fliesen belegt. 
An der Rückwand erhob sich im Inneren ein hechtgrauer Altar auf zwei hölzernen Rundsäulen, dazwischen befand sich die Inschrift „Ave Maria“  Auf dem Altar stand eine gekrönte Muttergottesstatue, die in der linken Hand ein Zepter und auf dem rechten Arm das ebenfalls gekrönte Jesuskind trug. In seiner Linken hielt es einen Reichsapfel, die Rechte erhob es zum Friedensgruß.

## Geschichte
In der Nähe der Backsteinkapelle verzweigten sich von alters her zwei Wege. Der Nachtigallenweg führte als öffentlicher Weg von Brock nach Ostbevern, der andere war ein Privatweg des Hofes Sendker, der mit einem Schlagbaum abgesperrt und bei trockenem Wetter für die Allgemeinheit als Fahrweg geöffnet war. Dort stand ein Kruzifix, ein typisches Kreuz der ländlichen Gegend mit einem wenig plastischen Korpus, das mit Stricken gegürtete Lendentuch hatte geringen Faltenwurf. Es trug am Längsbalken die Inschrift: „Gekreuzigter Herr Jesus, erbarme dich unser!“ Die alljährliche Hagelprozession, die vom Privatweg herkommend in den Nachtigallenweg einbog, verweilte vor diesem Kreuz als zweiter Segensstation.
Zwischen 1906 und 1908 wurde eine Straße vom Kirchdorf Ostbevern zum Bahnhof Brock-Ostbevern gebaut. Dadurch wurde der Privatweg zu einer öffentlichen Straße, der heutigen Bahnhofstraße, die von Ostbevern nach Brock führt (L 830). Der Landwirt Bernhard August Sendker entschloss sich, die Segensstation mit dem Bau einer der Gottesmutter Maria geweihten Kapelle aufzuwerten. Das Kreuz wurde am sogenannten Loburger Pättken beim Anwesen Böckenholt (jetzt Heuer) wieder aufgerichtet.
Seitdem diente die Marienkapelle der Hagelprozession am dritten Sonntag nach Pfingsten als zweite Segensstation. Die Vorbereitungen zum Schmuck der Kapelle für die Prozession nahm die ganze Nachbarschaft für mehrere Tage in Anspruch. Neben dem üblichen Schmuck aus Kränzen, Blumenstreubildern und Blumen, vor allem Pfingstrosen, wurden auch Schauerkerzen aufgestellt, die bei der Prozession gesegnet wurden. Das Eisentor war weit geöffnet und der Fußboden mit Teppichen aus den Wohnhäusern ausgelegt. 
Im Zweiten Weltkrieg wurde die Madonna durch Mitglieder des Reichsarbeitsdienstes zerstört, sie zerbrach in drei Teile und wurde durch Eigenleistung der Anwohner wiederhergestellt.
In den 1970er Jahren gab die Pfarrgemeinde die Kapelle als Segensstation auf; die Hagelprozession zog nun, den gleichen Weg nehmend, an der Kapelle vorbei. Beiderseits der Kapelle wurden Tannen gepflanzt, die das kleine Gebäude allmählich verdeckten, so dass es leicht zu übersehen war. 
Als 1994 die L830 verbreitert und begradigt wurde, musste die Kapelle abgerissen werden. Das Angebot des Landschaftsverbandes Westfalen-Lippe, die Kapelle einige Meter versetzt neu zu errichten, fand, anders als bei der Pietàkapelle, kein Interesse.

## Zweite Segensstation der Hagelprozession
Die Hagelprozession in Ostbevern nahm spätestens seit dem 19. Jahrhundert bis in die 1970er Jahre ihren Ausgang an der Pfarrkirche St. Ambrosius, um dann bei Brinkjans Krüüs als erster Segensstation Halt zu machen. Von hier zog man weiter zur Marienkapelle, der zweiten Segensstation, und zur Annakapelle auf dem Lohkirchhof als der dritten Station. Danach ging es auf dem Lienener Damm zurück. An der Statue des heiligen Donatus wurde zum vierten Mal der Segen erteilt. Von dort aus zog man zurück zur Pfarrkirche.

## Bilder

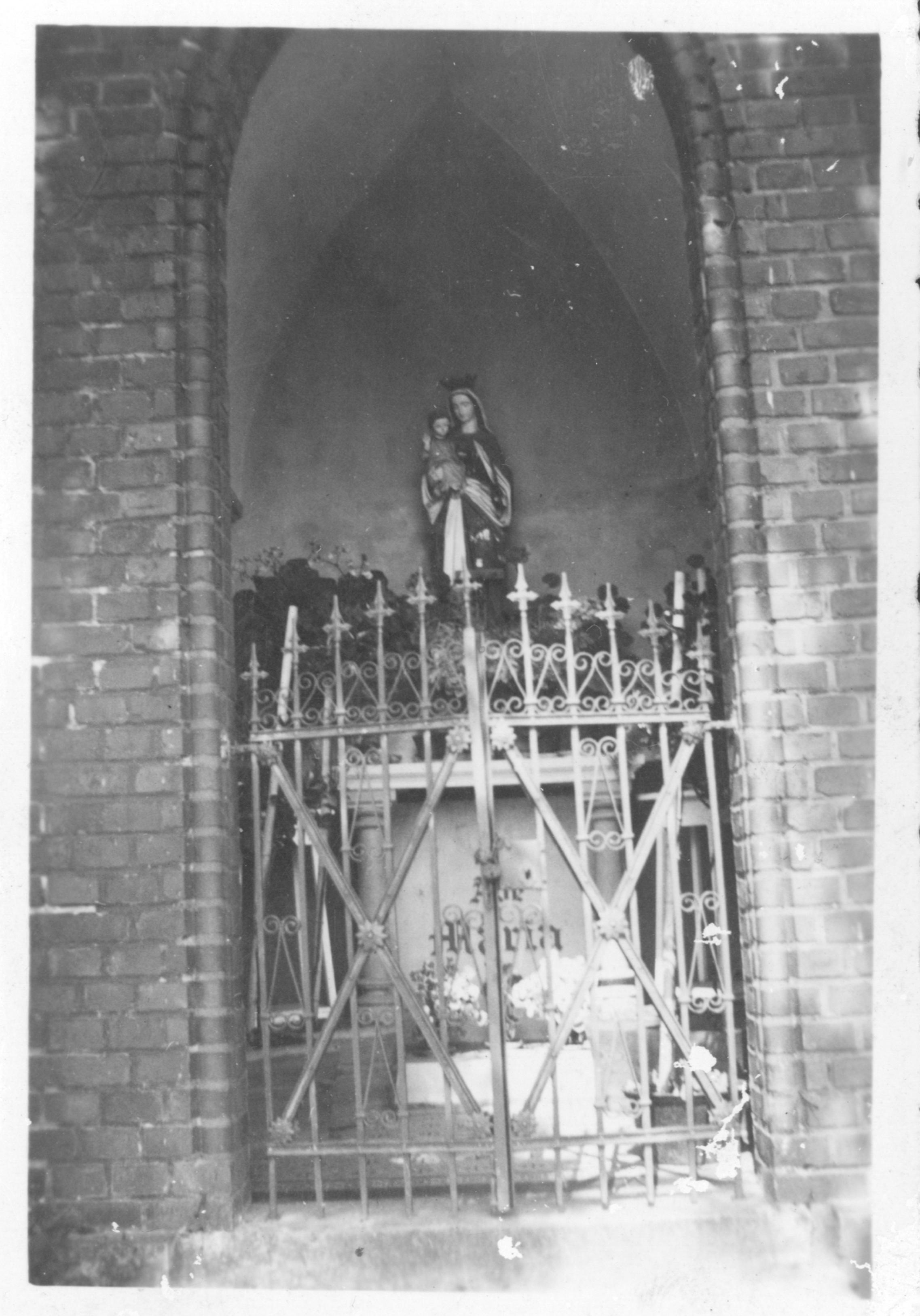
Die noch unzerstörte Madonna in den 40er Jahren.
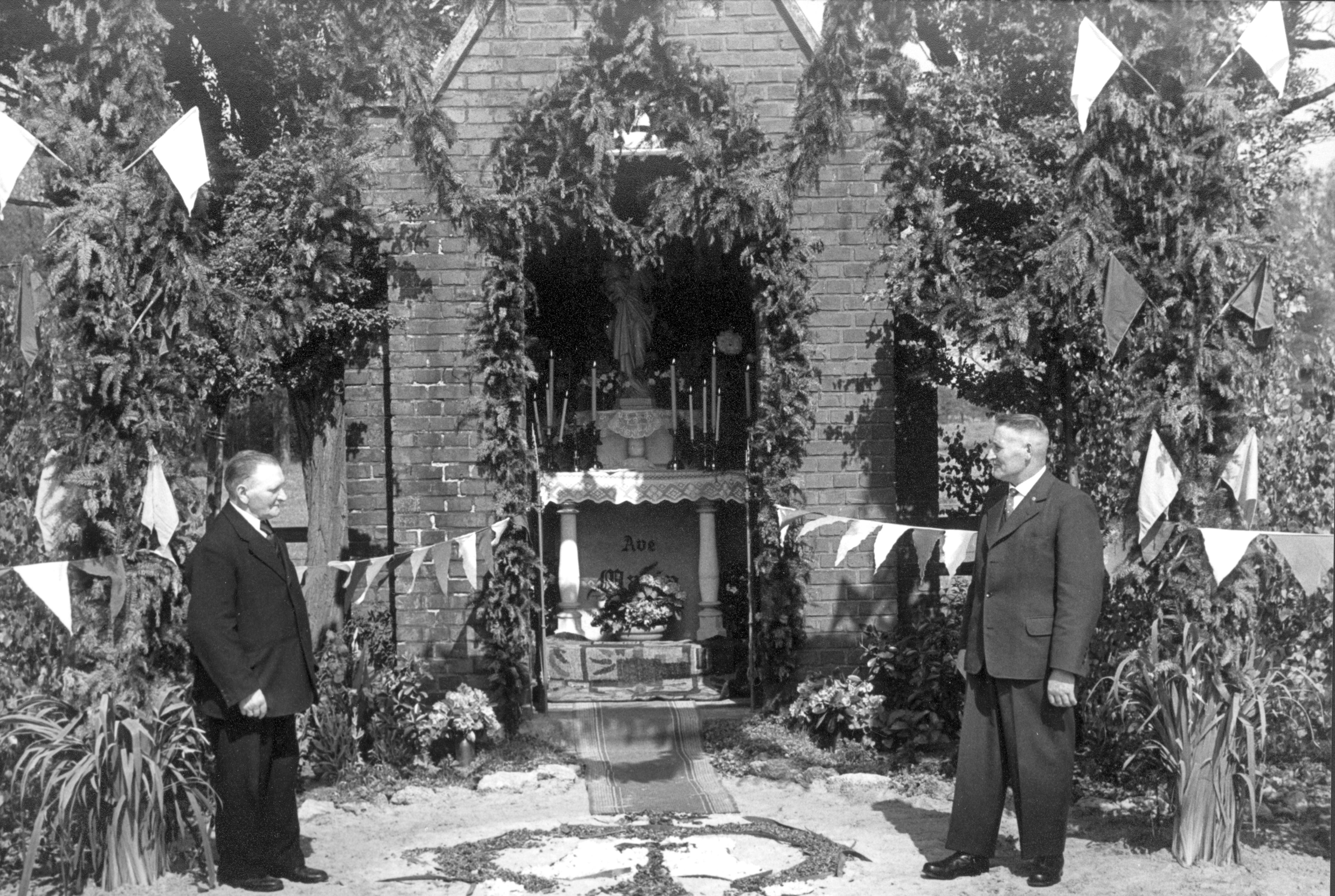
Typischer Festschmuck an den Segensstationen der Hagelprozession in den 50er Jahren.
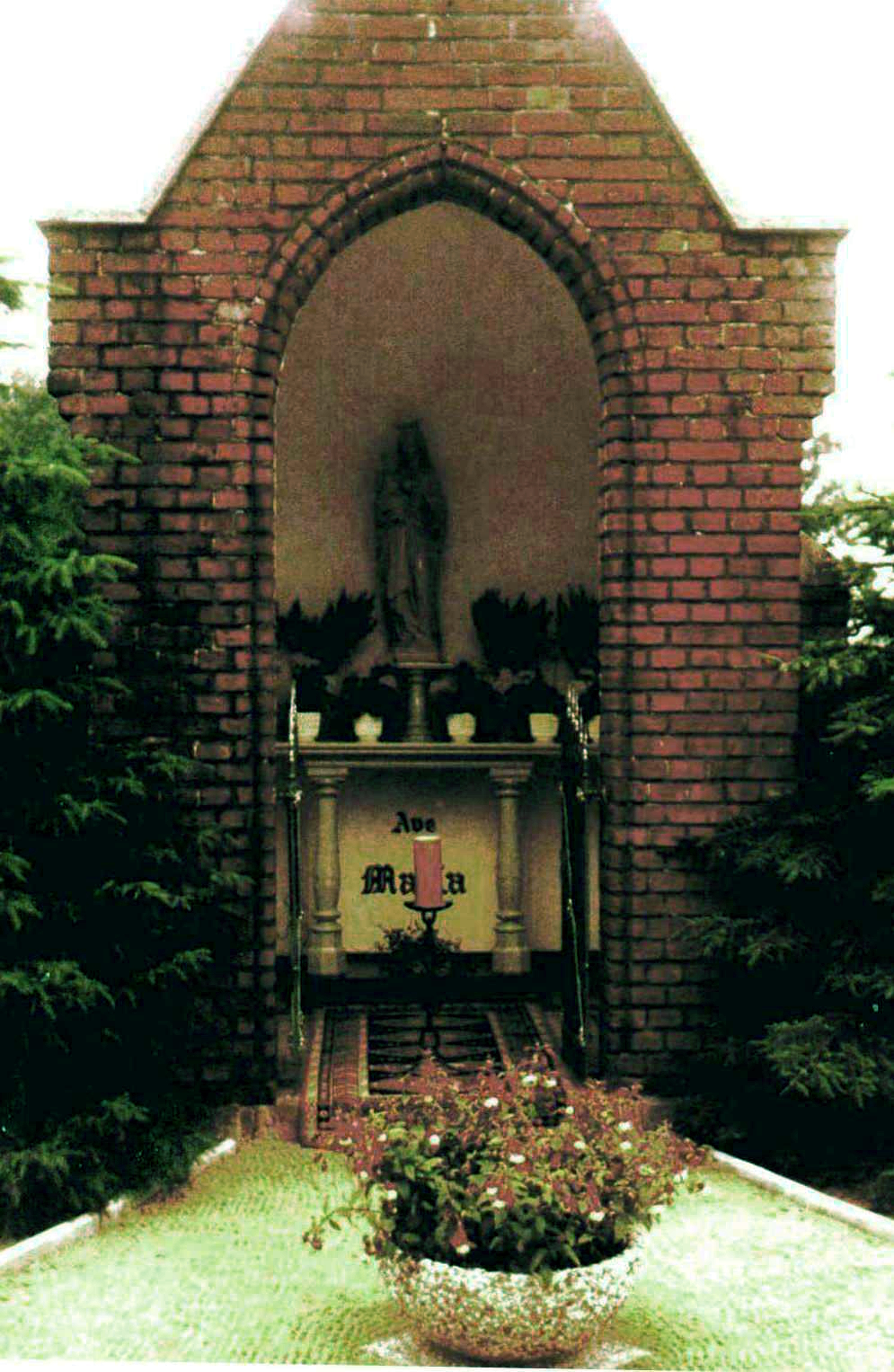
Zur Hagelprozession in den 70er Jahren
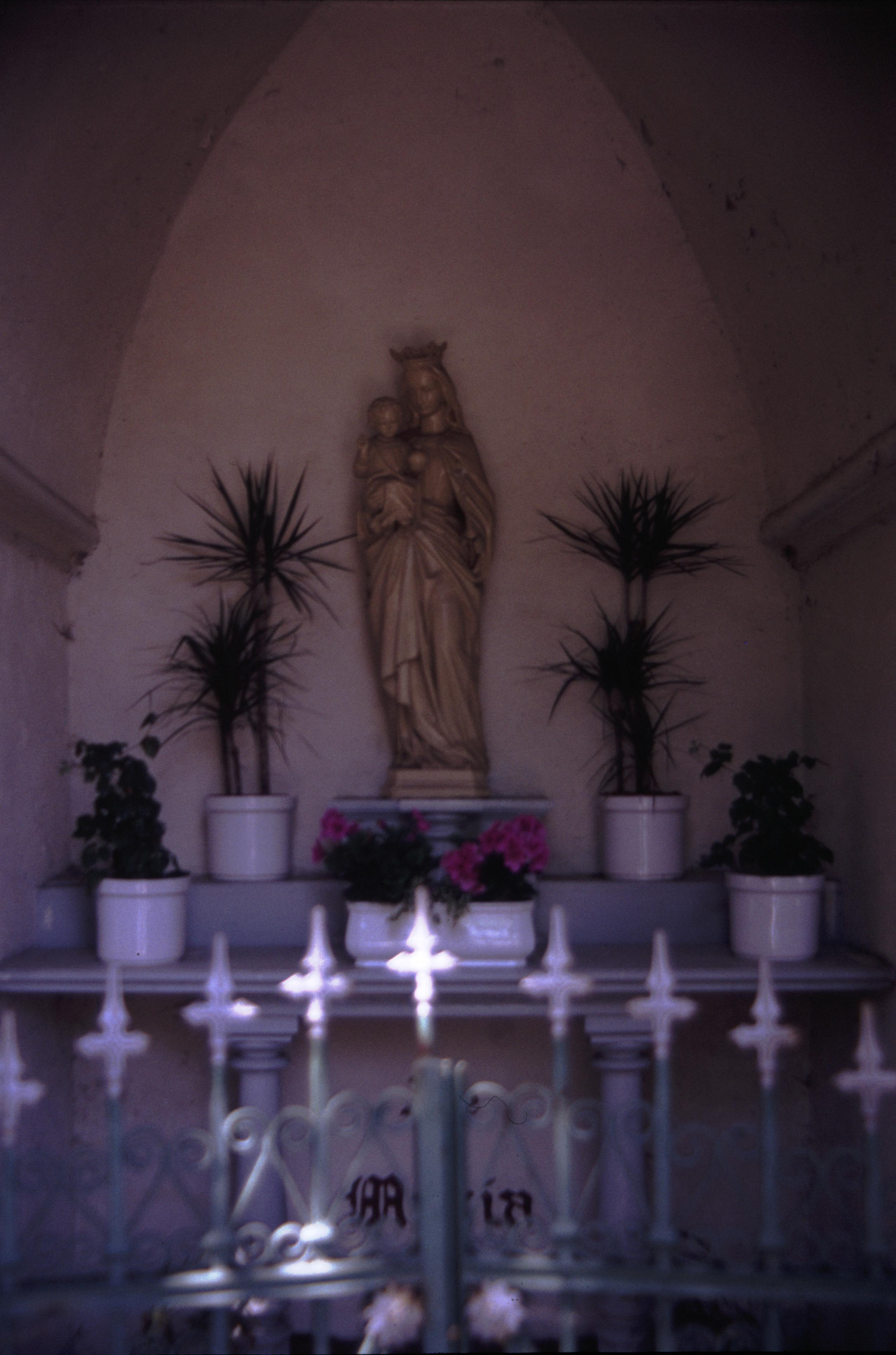
Zur Hagelprozession in den 80er Jahren
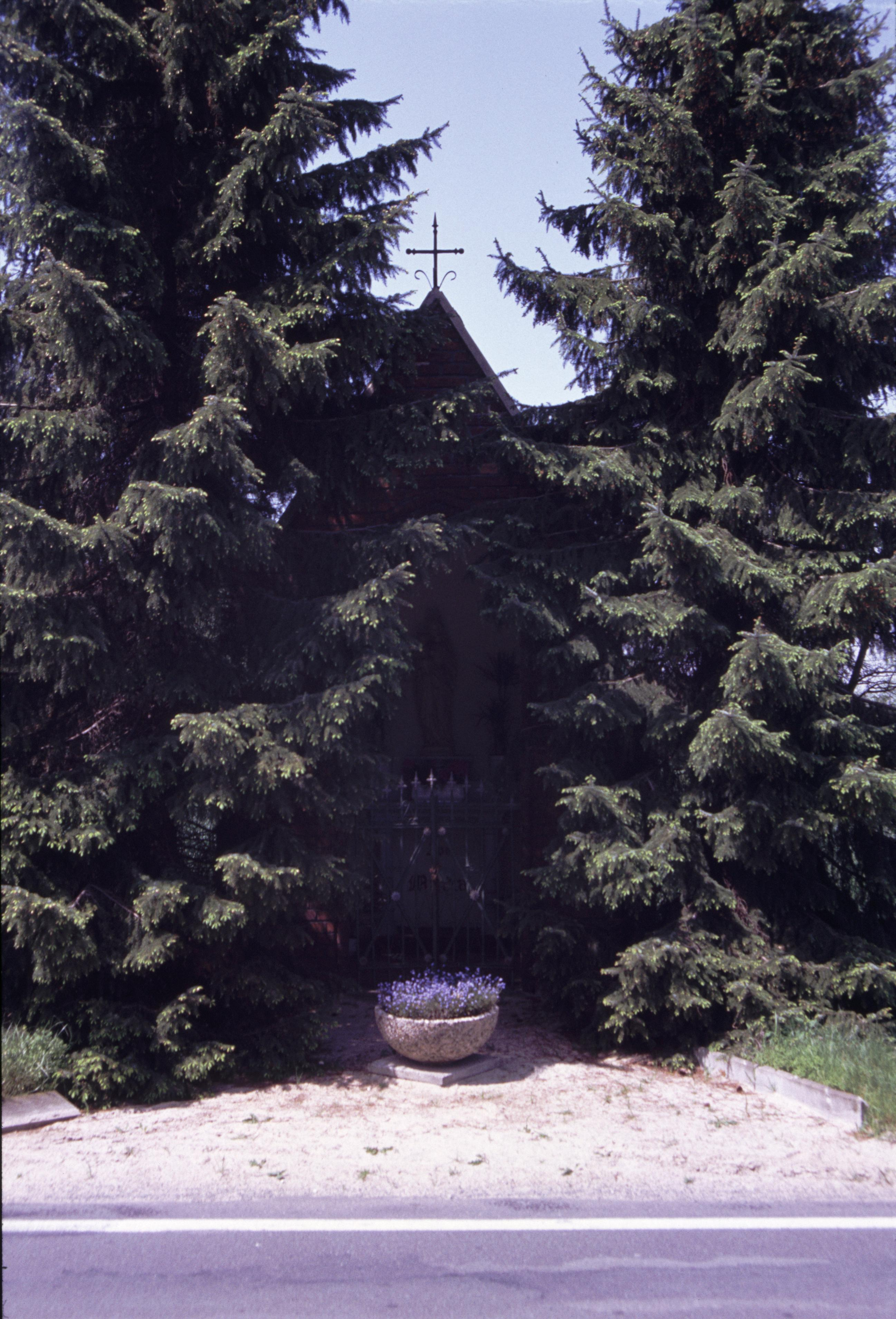
Die Marienkapelle im Dornröschenschlaf
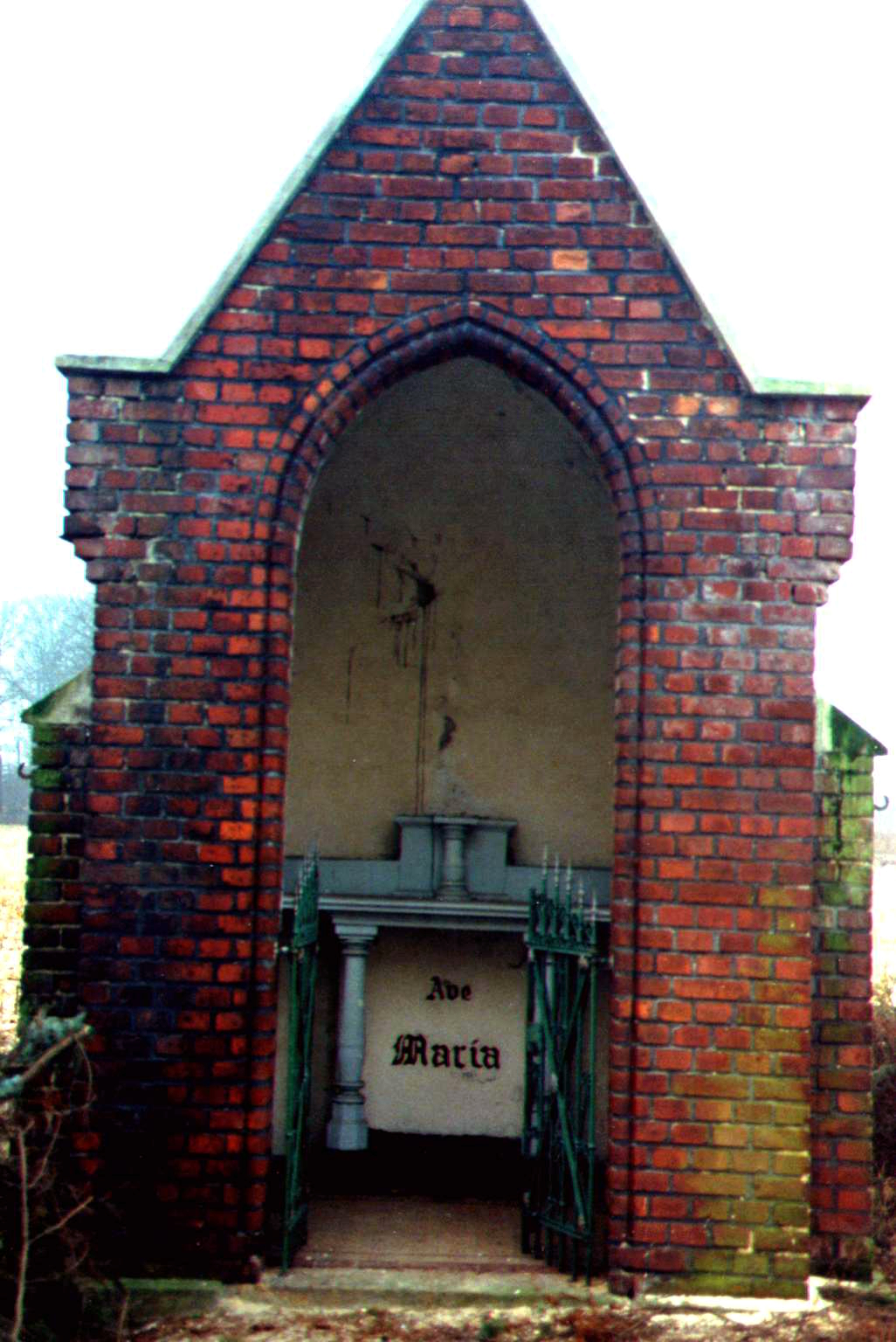
Die Marienkapelle kurz vor ihrem Abriss.